# 宇佐美塁大
宇佐美 塁大（うさみ るいた、1994年10月24日 - ）は、広島県広島市出身の元プロ野球選手（外野手）。右投右打。ラグビー選手の宇佐美和彦は従兄弟である。

## 経歴

### プロ入り前
広島市立皆実小2年で広島南リトルに入団。広島市立翠町中時代は全日本硬式野球連盟（ヤングリーグ）広島支部所属の府中広島'2000（現府中広島'2000ヤング）で全国大会に出場。
広島県立広島工業高等学校時代は、2年時の夏から二塁手として出場し、秋からレギュラーとなる。
3年時の春に遊撃手から三塁手にコンバートされ、3番として挑んだ夏の広島県予選では、3回戦の広島国泰寺高戦で満塁弾と3ランと2打席連発を含む5安打7打点と大活躍し、準々決勝の広島国際学院高戦では今井金太を打ち崩し、準決勝の尾道高戦では延長14回に決着を付ける左中間へのタイムリーツーベースを放った。決勝の盈進高戦では谷中文哉の前に4打席までノーヒット1四球に終わったが、第5打席になって救援投手から、ライト前へのタイムリーヒットを記録した。結局、打率.571、本塁打3本、打点13の好成績を残し、同校20年ぶりとなる県大会優勝に貢献した。
第94回全国高等学校野球選手権大会に出場。初戦の飯塚高戦で4-6で敗退するも、自身は5回表に高めストレートを振り抜き、左中間フェンスに届くタイムリーツーベースを放っている。
2012年10月25日、プロ野球ドラフト会議で北海道日本ハムファイターズから4位指名を受け、契約金推定3000万円、年俸推定480万円で契約し、入団した。

### プロ入り後
2017年（5年目）まで一軍出場機会は無く、10月6日に球団から戦力外通告を受けた。12月2日付で、自由契約選手として公示された。
12月11日、自身のTwitter上で引退を表明した。その後2019年には広島市にてカフェ・バー「BIG BASE」を開店している。

## 選手としての特徴
高校通算45本塁打の右のスラッガー。内角を捌く技術が自分の持ち味と語っている。

## 詳細情報

### 年度別打撃成績
- 一軍公式戦出場なし

### 背番号
- 50 （2013年 - 2017年）